# Nedre Elvehavn

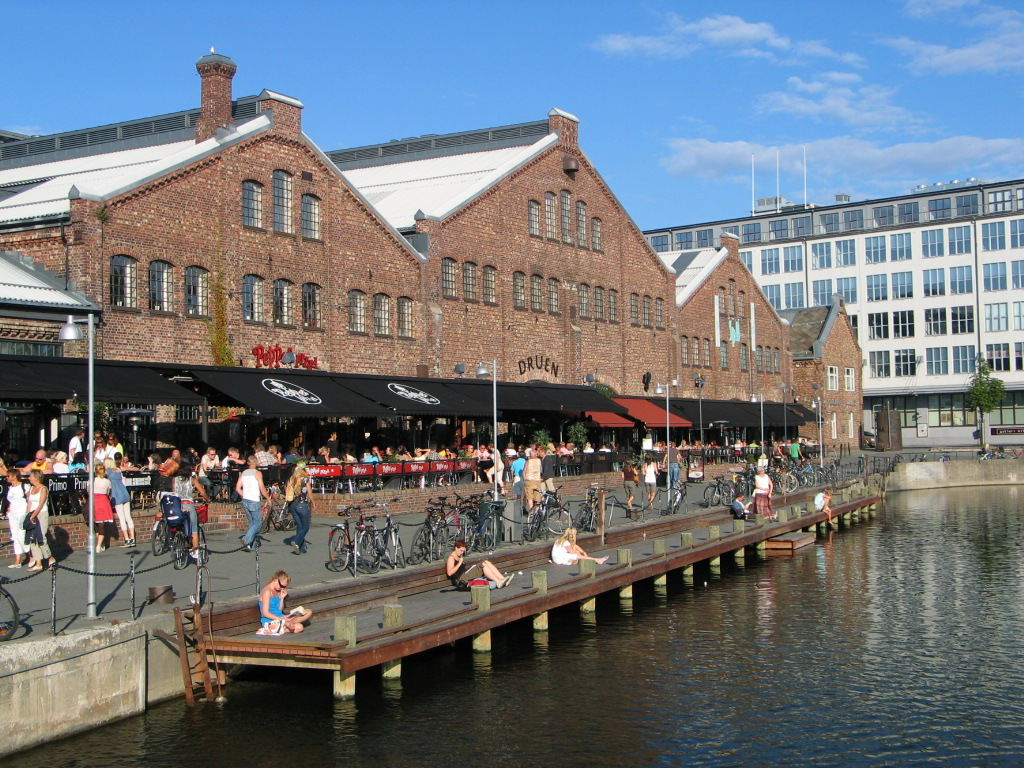
Restaurants auf der Promenade des Nedre Elvehavn

Nedre Elvehavn ist ein Stadtteil der norwegischen Stadt Trondheim.
Er entstand ab Mitte der 1980er Jahre auf dem Areal der ehemaligen Werft Trondheim Mekaniske Verksted sowie benachbarter Werft- und Lagerhallen an der Mündung des Flusses Nidelv. Neben modernen Neubauten prägen renovierte rote Backsteingebäude der ehemaligen Werft diesen Stadtteil. Es entstanden sowohl Wohn- und Büroräume, als auch ein Einkaufszentrum und eine Promenade mit Restaurants und Cafés. 